# 張鍇
張鍇（?—?），字鐵卿，雲南省雲南府昆明縣人，清朝政治人物、同進士出身。
光緒二十一年（1895年），参加光緒乙未科殿試，登進士三甲61名。同年五月，以主事分部学习。1911年12月，南北议和，为清政府代表团员。